# Morosgrund
Morosgrund är en ö i Finland. Den ligger i Bottenhavet och i kommunen Närpes i den ekonomiska regionen  Sydösterbotten i landskapet Österbotten, i den västra delen av landet. Ön ligger omkring 59 kilometer söder om Vasa och omkring 340 kilometer nordväst om Helsingfors.
Öns area är 27 hektar och dess största längd är 1 kilometer i sydöst-nordvästlig riktning. I omgivningarna runt Morosgrund växer i huvudsak blandskog. Morosgrund har Apoteket i väster, Stora och Lilla Murgrund i nordväst, Långvikfjärden i norr, Reikaren och Rörgrund i öster samt Aliklobben i söder. Sundet mellan Morosgrund och Reikaren är uppgrundat, men en 250  meter lång muddrad ränna separerar öarna. Det finns ingen förbindelse över rännan och ingen av öarna har vägförbindelse.